# Atch Lench
Atch Lench est une localité anglaise située dans le comté du Worcestershire.